# Vellozia barbaceniifolia
Vellozia barbaceniifolia là một loài thực vật có hoa trong họ Velloziaceae. Loài này được Seub. miêu tả khoa học đầu tiên năm 1847.